# Grandidiera boivinii
Grandidiera boivinii là một loài thực vật có hoa trong họ Achariaceae. Loài này được Jaub. mô tả khoa học đầu tiên năm 1866.